# Tobias Bjerg
Tobias Bjerg (født 21. april 1998) er en dansk svømmer. Han er indehaver af den danske og nordiske rekord i 50 m bryst på kortbane i tiden 26,14 samt den danske rekord i 100 m brystsvømning på kortbane i tiden 56,98. Til sportshowet “Sport 2019” vandt Tobias Bjerg prisen “Olympiske håb”. Han begyndte at gå til svømning i 2005.